# Mario Orta
Mario Teofilo Orta Olita (n. Montevideo, Uruguay, 27 de julio de 1967) es un exfutbolista uruguayo que jugó como delantero. Ha militado en diversos clubes de Uruguay, México, Costa Rica, Argentina y Chile.

## Clubes
| Club                   | País       | Año         |
| ---------------------- | ---------- | ----------- |
| Liverpool (Montevideo) | Uruguay    | 1987        |
| Herediano              | Costa Rica | 1987 - 1988 |
| Defensor Sporting      | Uruguay    | 1989        |
| Morelia                | México     | 1990 - 1991 |
| Mandiyú de Corrientes  | Argentina  | 1991 - 1992 |
| Saprissa               | Costa Rica | 1992 - 1994 |
| Sud América            | Uruguay    | 1994 - 1996 |
| Rentistas              | Uruguay    | 1996 - 1997 |
| Rangers                | Chile      | 1997 - 1998 |
| Bella Vista            | Uruguay    | 1998        |
| Deportivo Maldonado    | Uruguay    | 1999        |
| Rentistas              | Uruguay    | 1999 - 2001 |
| Liverpool (Montevideo) | Uruguay    | 2001 - 2003 |